# 見合い

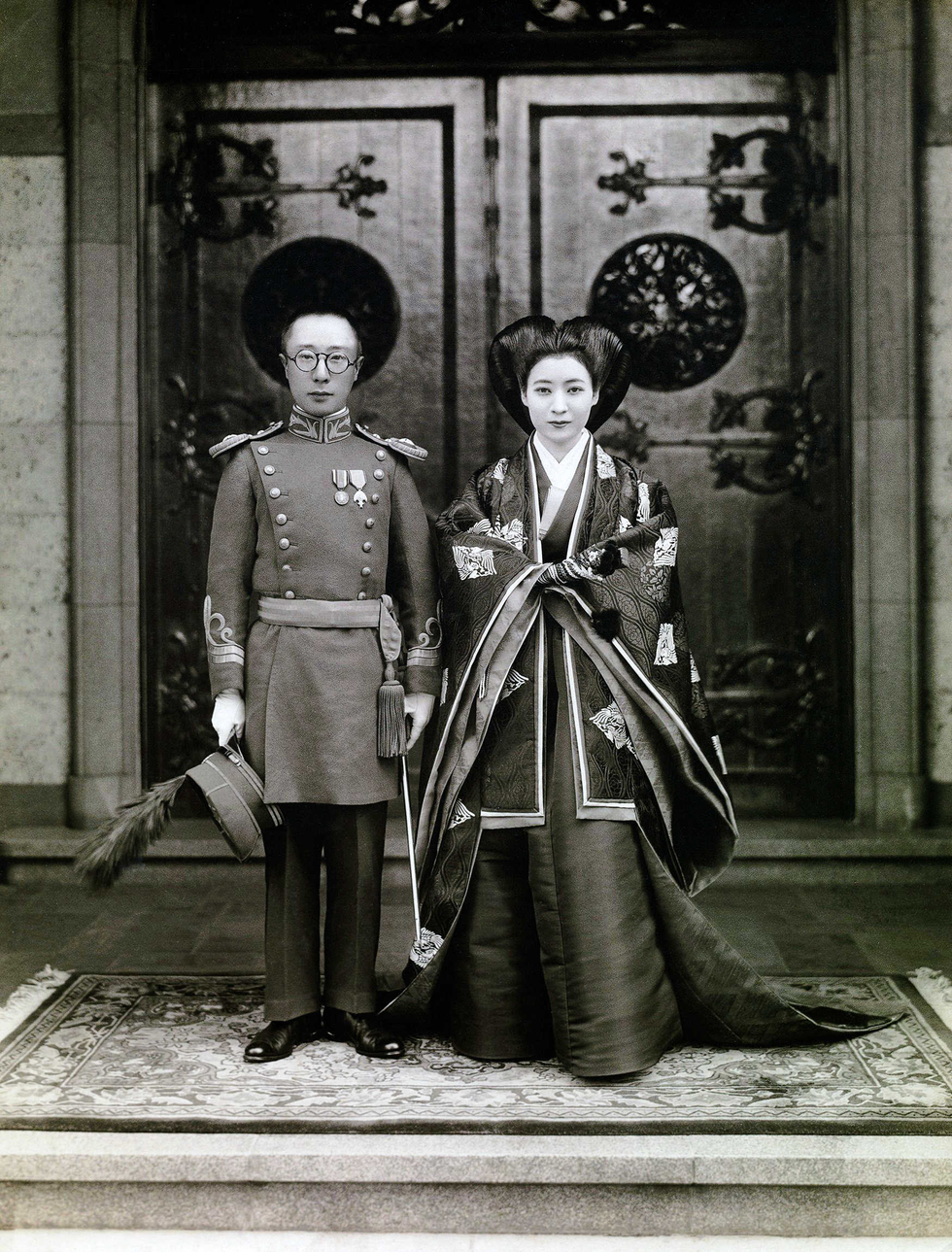
愛新覚羅溥傑と嵯峨浩の結婚式（1938年）

見合い（みあい）は、結婚を希望する人同士が、第三者の仲介によって対面する慣習であり、世界各国にある習慣である。第三者は「世話人」「仲人」と呼ばれている。
近年では、結婚相談所や結婚情報サイト等、結婚情報サービス提供業者の出現により、結婚を希望する男女がお互いの個人情報を世話人を介さずに直接照会できるようになったが、このようなサービス提供業者の仲介により男女が初めて対面することも、「見合い」と呼ばれることがある。
多数の男女が一堂に会して結婚相手となりうる相手を探す事を目的とするパーティを、「集団見合い」と呼ぶことがある。これについてはカップリングパーティーを参照。

## 日本の状況

### 結婚相談所の見合い
結婚相談所の見合いはよりカジュアルで、ホテルのロビーや相談所の事務所、場合によってはファミリーレストランで行われることすらある。
当人任せではなかなか成婚に至らないためか、近年では成婚まで仲介サービスを提供する結婚情報サービス会社が出現している。

## 伝統的な見合いのプロセス
見合いでは、世話人と呼ばれる第三者が人達の間に入り、概ね次のようなプロセスで仲介を行う。
1. 見合いを希望する人は、まず自分の釣書（つりがき）と呼ばれる写真付きのプロフィールを作成して、世話人に託する。世話人が男女をよく知る人物の場合は釣書を省いて頼む。
2. 世話人は、自分が預かっている釣書の中から、あるいは別の世話人と釣書を交換するなどして、釣り合いの取れそうな相手を見つける。
3. 適切と思われる相手が見つかったら、世話人は相手の釣書を双方に提示する。世話人がお互いをよく知る人物の場合は人品骨柄は良く分かっているので釣書に相当する紹介文を世話人が書く場合もある。
4. 双方が会う事を希望したら、世話人立ち会いの元で実際に対面させる。会場は世話人の家、ホテルのレストランの個室、料亭などプライベートな空間が確保できる場所を選ぶ。父母が立ち会う場合は両家の人数に差を付けないようにする。この時、世話人に会場費などの手数料（プロの世話人の場合は見合い料）を支払う。この費用はお互いの家で折半する。
5. 後日、双方が再度会いたいという意思表示をした場合に、交際に入る。また、二、三度程度交際した後に、交際を継続するかどうか判断してもよい。
6. 結婚が成立した場合は、世話人に謝礼（プロの世話人の場合は成婚料）を行う。プロの世話人でない場合は成婚に至らなくても今後も世話の継続を頼むために金銭である必要はないが多少のお礼は礼儀として必要である。

## 世話人
世話人は親類縁者、近所の人、知人、友人、職場の先輩、仕事の取引先など結婚希望の男女と日常何らかの関わりがある人物がなる場合がある。この場合、男女の対面実現にあたっては、対面に要した飲食費や世話人の交通費など実費相当額にあたる費用に加え、多少の礼金を包むのが通例である。

### 付添人
見合いの付添人は双方とも一人ずつであり、年長者が適役とされている。見合いの席の付添人はふつう男性には母親、女性には父親とされていたが、実際はその限りではない。なお付添人は必ずしも必要とされてはおらず、付き添いが必要であるかは本人たちや仲介人で判断を行う。

## 写真集
- 木村伊兵衛写真賞を受賞した写真家の澤田知子はセルフポートレートをテーマとした作品を制作しており、2005年には『OMIAI』（青幻社、ISBN 978-4861520310）を刊行した。

## 転用・比喩
野球、クリケットの守備において、飛球の落下点を挟んで複数の野手（投手・捕手も含む）が、互いに相手が捕るものと思い込んで捕球せずに譲り合い、その中間点にボールが落ちる様を俗に「お見合い」という。単に「見合う」という意味のみならず、上記にある実際の見合いの対面の場において双方がなかなか言葉を発せずに見合っている様から、野手間の連携・コミュニケーション不足を揶揄した表現でもある。バレーボール、サッカー、アメリカンフットボールにおいてもしばしば使われる。

## 中国の状況

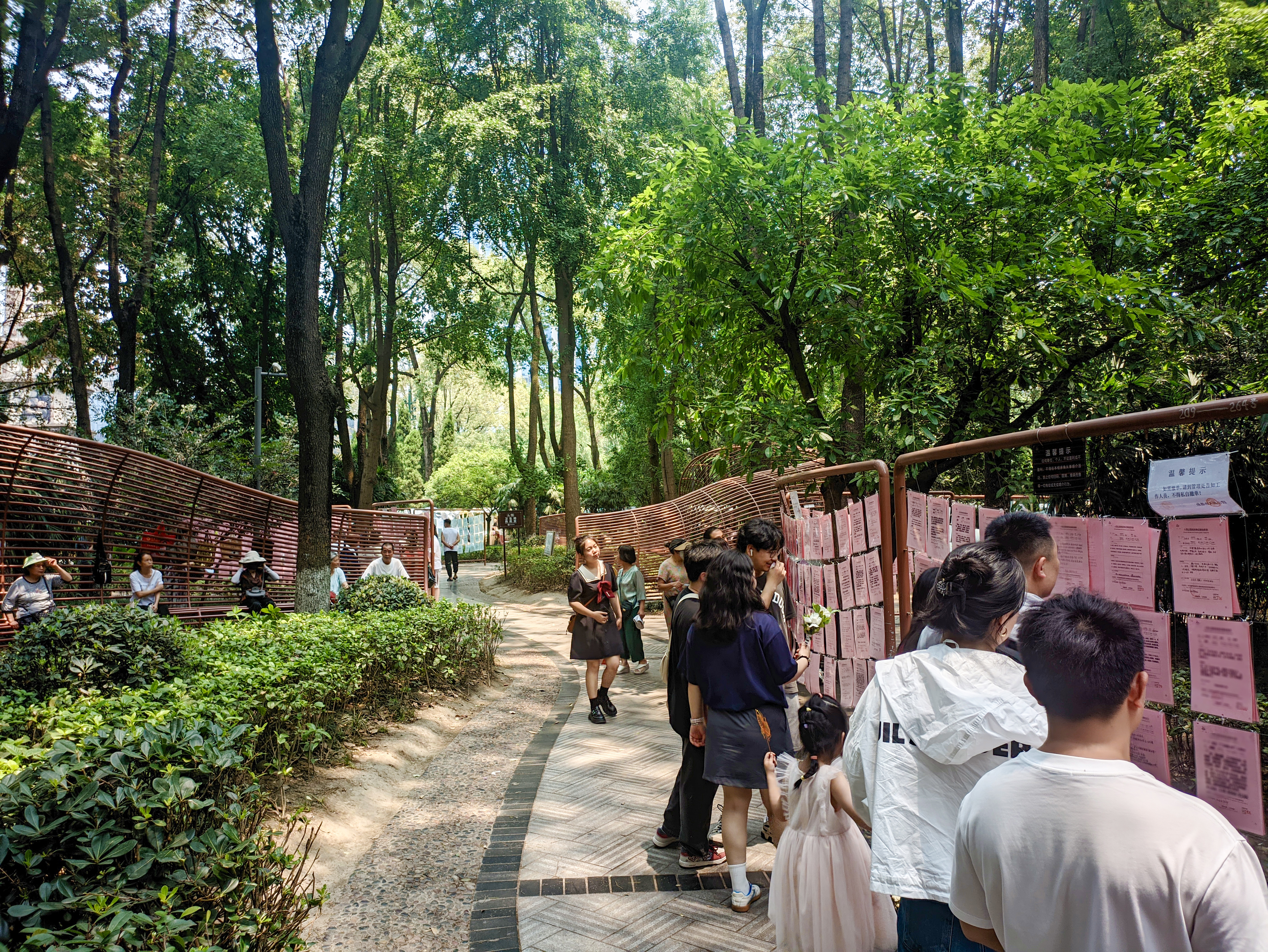
成都人民公園のお見合いコーナー。履歴書から相手を選ぶシステムとなっている。

1981年1月8日から人民日報が発行した市場報の広告で結婚相手を募集した丁乃鈞から結婚相手募集広告が始まった。1982年11月15日に公営結婚紹介所（広東省の広州市青年結婚紹介所）が設置された。
2003年には、お見合いサイト世紀佳縁が開設され、2004年以降には百合網や珍愛網なども開設された。

### 公園お見合いコーナー
公園お見合いコーナー(公园相亲角)は、2004年に龍潭公園から始まったとされる。それが広がり上海の人民公園などでも見られるようになった。また、親が結婚相手を選ぶ代理お見合い（白发相亲）も起きている。
2007年には、公園お見合いコーナーを主題とした映画『公園』が公開された。

## 見合いを主題とした作品
中国では、お見合いの場をテレビ局のスタジオにした『非誠勿擾』や『我們約合吧』などのお見合い番組が配信された。